# Гостилиха
Гости́лиха (Гостихино) — деревня в Андреапольском районе Тверской области. Входит в Хотилицкое сельское поселение.

## География
Расположена примерно в 2 верстах к западу от села Хотилицы на берегу озерц Гостилицкое.

## История
В конце XIX — начале XX века деревня в Торопецком уезде Псковской губернии.

## Население
| 2002 | 2010 |
| ---- | ---- |
| 0    | →0   |